# 小矢部市大谷博物館
小矢部市大谷博物館（おやべしおおたにはくぶつかん）は、富山県小矢部市水落35番地に所在する郷土博物館である。
富山県博物館協会会員。

## 概要
2014年（平成26年）10月20日開館。これに合わせ、小矢部ふるさと博物館で展示されていた民俗資料が同博物館に移転された。
博物館建物は、砺波地方に多くみられる瓦屋根切妻妻入りの『あずまだち』という農家建築様式の建物で、小矢部市出身の実業家、大谷米太郎、大谷竹次郎兄弟の生誕の地に、1935年（昭和10年）に米太郎氏が建て直した住宅である。同住宅には米太郎の妻大谷ハルが、1957年（昭和32年）に亡くなるまで居住していた。2015年（平成27年）3月26日には、国の有形文化財に登録された。敷地面積3297.92m2、延床面積536.20m2。
敷地内には主屋、納屋、作業納屋、風呂場、犬小屋、灰小屋が建てられており、主屋には展示資料『農村のくらし』『庶民の生活』、納屋には大谷米太郎および大谷竹次郎の業績を紹介する『大谷記念室』が置かれている。
開館時間は9時から16時30分まで、月曜日(月曜日が祝日の場合はその翌平日）休館。30台分の駐車場あり。

## アクセス
- あいの風とやま鉄道・石動駅から車で約20分[2]。
- E8北陸自動車道・小矢部ICから車で約25分[2]。
- E41能越自動車道・福岡ICから車で約8分、小矢部東ICから車で約5分[2]。

## 関連記事
- 大谷米太郎
- 大谷竹次郎